# Ортјано (Козенца)
Ортјано је насеље у Италији у округу Козенца, региону Калабрија.
Према процени из 2011. у насељу је живело 248 становника. Насеље се налази на надморској висини од 595 м.